# Ваті (Північно-Західні території)
Ваті (англ. Whatì [ˈhwɒti]; догр. Wha Tì) — поселення в Канаді, у Північно-Західних територіях.

## Населення
За даними перепису 2016 року, поселення нараховувало 470 осіб, показавши скорочення на 4,5%, порівняно з 2011-м роком. Середня густина населення становила 7,8 осіб/км².
З офіційних мов обидвома одночасно володіли 5 жителів, тільки англійською — 450, а 15 — жодною з них. Усього 265 осіб вважали рідною мовою не одну з офіційних, з них 260 — одну з корінних мов.
Працездатне населення становило 52,9% усього населення, рівень безробіття — 16,2%.
Середній дохід на особу становив $40 367 (медіана $22 560), при цьому для чоловіків — $42 054, а для жінок $38 485 (медіани — $19 776 та $23 552 відповідно).
21,4% мешканців мали закінчену шкільну освіту, не мали закінченої шкільної освіти — 65,7%, 12,9% мали післяшкільну освіту, з яких 33,3% мали диплом бакалавра, або вищий.
| Статево-вікова структура населення | Статево-вікова структура населення | Статево-вікова структура населення | Статево-вікова структура населення | Статево-вікова структура населення |
| ---------------------------------- | ---------------------------------- | ---------------------------------- | ---------------------------------- | ---------------------------------- |
|                                    |                                    |                                    |                                    |                                    |
| Всього                             | Всього                             | 52,7%47,3%                         |                                    |                                    |
| 0 — 14 років                       | 0 — 14 років                       |                                    | 25,8%                              | 25,8%                              |
| 15 — 64 років                      | 15 — 64 років                      |                                    | 66,7%                              | 66,7%                              |
| 65 і більше                        | 65 і більше                        |                                    | 7,5%                               | 7,5%                               |
| Середній вік (років)               | Середній вік (років)               | 32,531,4                           | 32,0                               | 32,0                               |
| Медіана (років)                    | Медіана (років)                    | 30,828,3                           | 29,4                               | 29,4                               |
| — чоловіки — жінки                 |                                    |                                    |                                    |                                    |

| Походження мешканців:     | Походження мешканців:     | Походження мешканців: | Походження мешканців: | Походження мешканців: |
| ------------------------- | ------------------------- | --------------------- | --------------------- | --------------------- |
| Походження                |                           |                       | осіб                  | %                     |
| Корінні американці        | Корінні американці        |                       | 450                   | 95.74%                |
| Інше північноамериканське | Інше північноамериканське |                       | 10                    | 2.13%                 |
| Європейське               | Європейське               |                       | 10                    | 2.13%                 |
| британське                | британське                |                       | 10                    | 2.13%                 |
| Азійське                  | Азійське                  |                       | 10                    | 2.13%                 |

## Клімат
Середня річна температура становить -5°C, середня максимальна – 19,7°C, а середня мінімальна – -31°C. Середня річна кількість опадів – 284 мм.
| Клімат поселення                              | Клімат поселення | Клімат поселення | Клімат поселення | Клімат поселення | Клімат поселення | Клімат поселення | Клімат поселення | Клімат поселення | Клімат поселення | Клімат поселення | Клімат поселення | Клімат поселення | Клімат поселення |
| Показник                                      | Січ.             | Лют.             | Бер.             | Квіт.            | Трав.            | Черв.            | Лип.             | Серп.            | Вер.             | Жовт.            | Лист.            | Груд.            |                  |
| Середній максимум, °C                         | −19,81           | −16,94           | −12,4            | −0,28            | 9,29             | 17,96            | 19,74            | 16,94            | 10,37            | 1,37             | −10,73           | −18,12           |                  |
| Середня температура, °C                       | −25,41           | −22,53           | −18,01           | −5,87            | 3,69             | 12,35            | 15,90            | 13,08            | 6,51             | −2,48            | −14,6            | −21,99           |                  |
| Середній мінімум, °C                          | −31              | −28,13           | −23,61           | −11,48           | −1,89            | 6,75             | 12,02            | 9,21             | 2,64             | −6,34            | −18,46           | −25,85           |                  |
| Норма опадів, мм                              | 16               | 13               | 17               | 11               | 16               | 24               | 40               | 43               | 29               | 29               | 25               | 21               |                  |
| Середньомісячна швидкість вітру, м/с          | 2.06             | 2.10             | 2.90             | 3.01             | 3.30             | 3.20             | 3.00             | 3.20             | 3.36             | 3.30             | 2.60             | 2.00             |                  |
| Середньомісячна сонячна радіація, кДж/м²·день | 931              | 3097             | 8845             | 16136            | 20591            | 22605            | 19969            | 14612            | 8575             | 3561             | 1141             | 625              |                  |
| --------------------------------------------- | ---------------- | ---------------- | ---------------- | ---------------- | ---------------- | ---------------- | ---------------- | ---------------- | ---------------- | ---------------- | ---------------- | ---------------- | ---------------- |
| Джерело:                                      |                  |                  |                  |                  |                  |                  |                  |                  |                  |                  |                  |                  |                  |